# Traubenkur

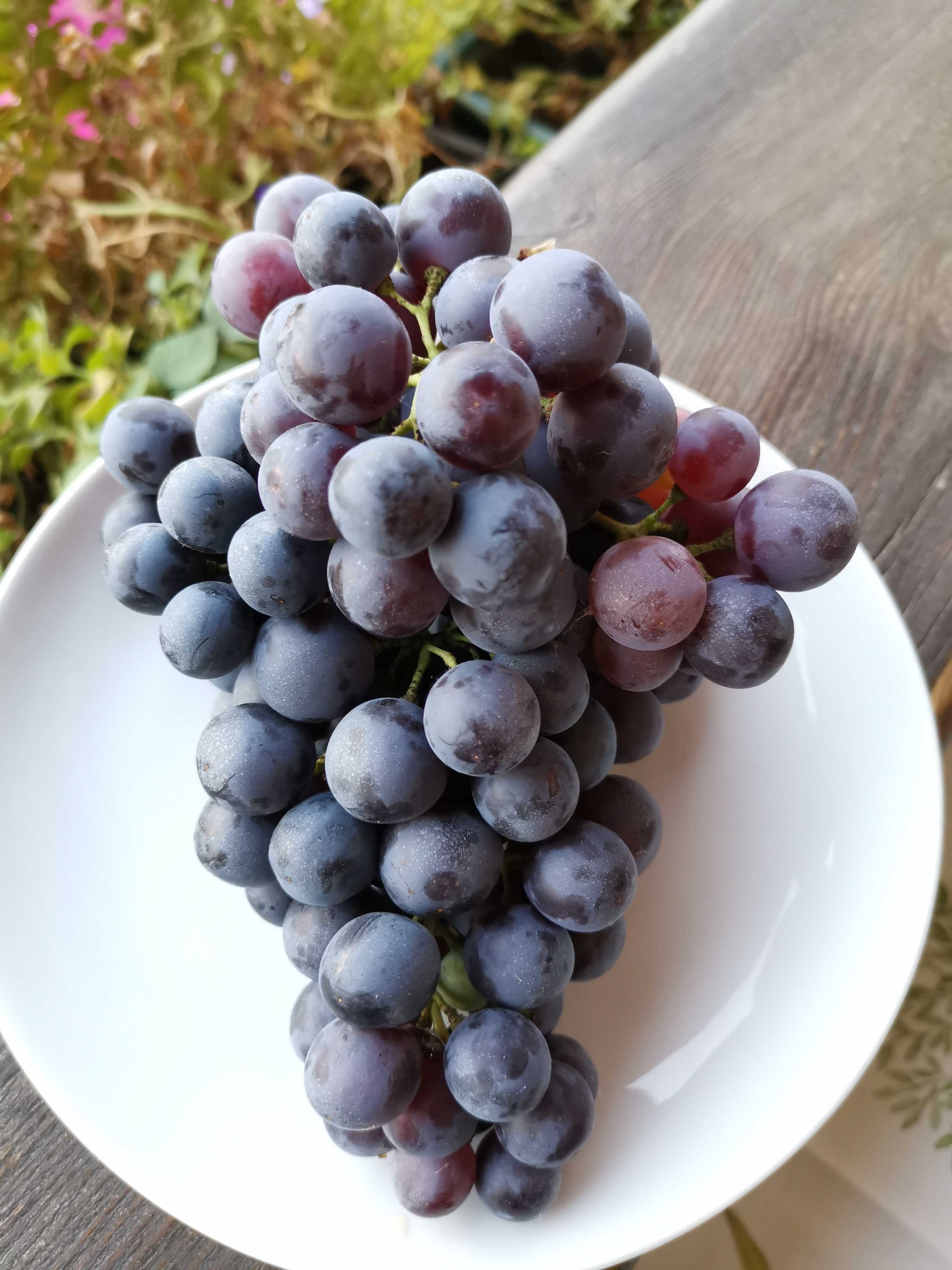
Vernatsch, Meraner „Kurtraube“

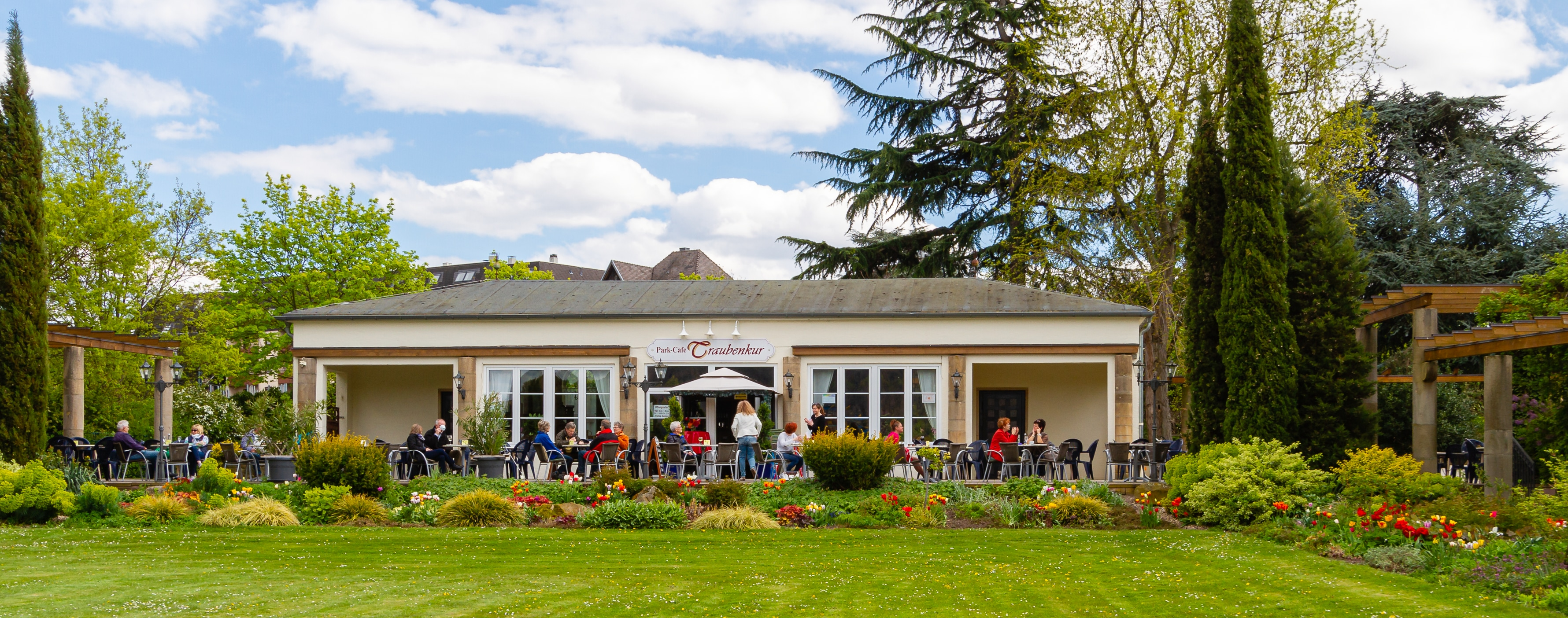
Ehemalige Traubenkuranstalt in Bad Dürkheim

Eine Traubenkur ist ein Kurverfahren, bei dem Tafeltrauben als Kurmittel angewendet werden, auch Ampelotherapie genannt. Im 19. und 20. Jahrhundert wurden Traubenkuren in Weingegenden wie Meran, Bad Dürkheim, Bingen am Rhein oder im damaligen Preßburg angeboten. Die Traubenkuren dauerten drei bis sechs Wochen. Es wurden hierbei täglich mehrere Kilogramm Trauben verzehrt; modernere Vertreter der Kur haben dies zumeist auf 300 g bis 1 kg reduziert. In einigen Varianten der Kur konnten die Trauben auch durch Traubensaft ersetzt werden.
Von der Kur erhoffte man sich Heilung von Krankheiten nahezu jeglicher Art, so z. B. Dyspepsie, Hysterie, Hämorrhoiden, Leberkrankheiten, Atemwegserkrankungen, Hautkrankheiten, Gicht. Aber auch Bluthochdruck, Augenkrankheiten oder graue Haare sollten angeblich geheilt werden können. Untersuchungen der Traubenkur erwiesen keinerlei Wirksamkeit, sondern vielmehr eine Reihe von daraus folgenden gesundheitlichen Problemen. Aus ernährungsphysiologischer Sicht ist die Kur daher abzulehnen.

## Geschichte

### Europa
1827 war Bartholomäus von Stürmer, der österreichische Botschafter in Brasilien, in Meran wegen der Traubenkur zu Gast. 1837 veröffentlichte Johann Nepomuk Huber, der Leibarzt der Fürstin Mathilde von Schwarzenberg, mit der er sich in Meran aufgehalten hatte, in Wien das Buch Über die Stadt Meran in Tirol, ihre Umgebung und ihr Klima. Nebst Bemerkungen über Milch-, Molken- und Traubenkur und nahe Mineralwasserquellen. Dies war der Auftakt für den Tourismus in Meran. 1840 baute der Homöopath Dr. Bernard Mazegger in Obermais eine Fremdenpensionsanstalt mit Kaltwasser-, Molken- und Traubenkur auf.
1868 ließ sich der Arzt Raphael Hausmann aus Breslau in Meran nieder. Seine Publikationen in medizinischen Fachzeitschriften machten die Meraner Traubenkur in ganz Europa bekannt. Die Veröffentlichung seiner Schrift Die Weintraubenkur mit Rücksicht auf Erfahrungen in Meran (1884) trug dazu bei, aus Meran einen prosperierenden Kurort zu machen. Als „Kurtraube“ galt vor allem die Sorte Vernatsch.
1844 wurde in Gleisweiler eine Kaltwasser- und Molken-Heilanstalt eröffnet. Die Verbindung von Wasser-, Molken- und Traubenkur zog Badegäste aus ganz Europa an.
Der Mediziner Rudolf Virchow (1821–1902) besuchte regelmäßig das aufstrebende Solebad in Bad Dürkheim zur Traubenkur und war mit dem dortigen Bezirksarzt Veit Kaufmann freundschaftlich verbunden, der 1854 die Schrift Die Traubenkur in Dürkheim a. d. Haardt publizierte. 1856 kündigte sich der bayerische König Maximilian II in Bad Dürkheim zur Traubenkur an. Um 1933 wurde in Bad Dürkheim eine Traubenkuranstalt errichtet.
1951 erschien in Meran Die Meraner Traubenkultur des österreichisch-italienischen Arztes Christoph Hartung von Hartungen. Man erhoffte sich unter anderem eine Besserung der Schuppenflechte durch den hohen Kalium-Gehalt der Weintrauben in der Gegend um Meran. Tatsächlich jedoch spielte für die eingetretene Verbesserung wohl eher das Klima der Region die entscheidende Rolle.

### USA

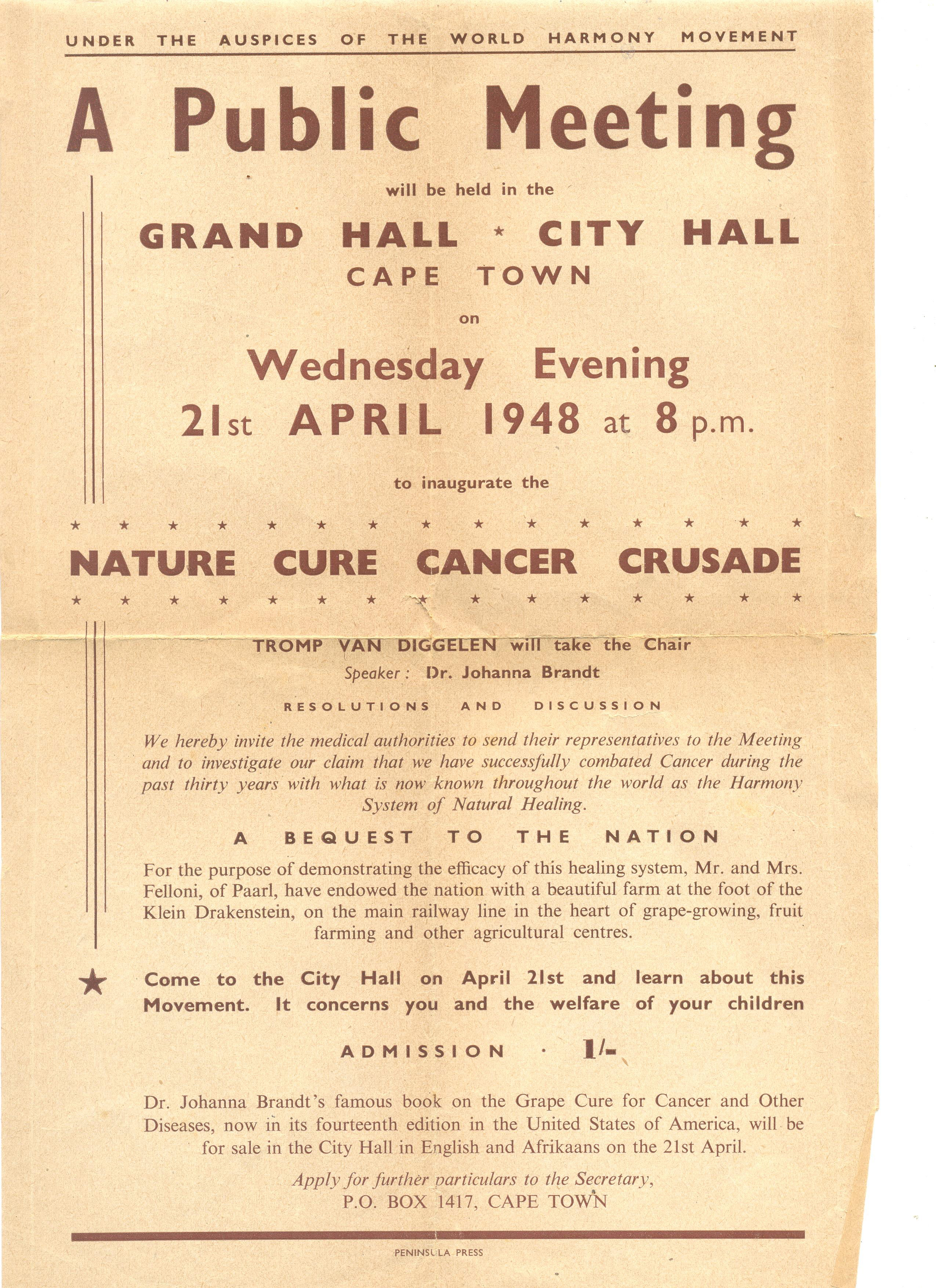
Einladung zu einer Veranstaltung mit Johanna Brandt in Kapstadt, 1948

In den USA ist die sogenannte „grape cure“ als unkonventionelles Heilmittel vor allem durch Johanna Brandt (1876–1964) populär geworden, die behauptete, damit Krebs heilen zu können. Der Patient soll zwei Wochen lang ausschließlich Trauben essen und Wasser trinken. Dann werden rohes Gemüse, Milch und Nüsse ergänzt, später eine gekochte Mahlzeit am Tag. Johanna Brandt ging davon aus, dass Krebs durch Gifte im Darm und die daraus folgende Verstopfung entsteht.
In der Nachfolge von Johanna Brandt erschienen in den USA weitere Vertreter dieser Kur. Jessie Springer vertrieb Brandts Buch sowie Traubensaft und warb mit irreführenden Gesundheitsversprechungen, die 1940 von der Federal Trade Commission untersagt wurden.
Bereits 1892 hatte William Kelsey (1851–1935) eine Kur namens „Dr. Baker’s Grape Cure“ beworben, die allerdings keinerlei Weintrauben enthielt.

## Wirksamkeit
Ein Nutzen der Kur ist nicht nachgewiesen; im Gegenteil führt der Verzehr derart großer und ausschließlicher Mengen von Trauben zu gesundheitlichen Problemen. Es ist mit einer kalorischen Unterversorgung und anderen, gerade für Krebspatienten gefährlichen Nebenwirkungen wie etwa Verstopfung oder Durchfall, Krämpfen und Gewichtsverlust, zu rechnen. Durch die Durchfälle kann es zu schweren Elektrolytstörungen mit erheblichen gesundheitlichen Folgeproblemen kommen.
Eiweißarme Diäten wie die Traubenkur können nicht nur zu Proteinmangel, sondern auch zu einem Mangel an Tryptophan führen, das als „natürliches Antidepressivum“ in der Diskussion ist.
Die Traubenkur von Johanna Brandt wurde mehrfach von der American Cancer Society überprüft. Eine positive Wirkung gegen Krebs oder irgendeine andere Krankheit konnte nicht gefunden werden.